# Solar Orbiter
Сунчев орбитер (енгл. Solar Orbiter), скраћено SolO, вештачки је сателит који је развила Европска свемирска агенција у сарадњи са НАСА-ом са циљем детаљнијег проучавања и посматрања унутрашњости хелиосфере и поларних подручја на Сунцу.
Сателит је лансиран са космодрома Свемирског центра Кенеди у Кејп Канавералу, 10. фебруара 2020, а планирано је да мисија траје минимум седам година.
Орбитер SolO ће вршити осматрања Сунчеве површине из ексцентричне орбите на удаљености од приближно 60 {\displaystyle R_{\odot }}, односно 0,284 астрономских јединица. Током трајања мисије орбитални нагиб ће се подићи на око 25°.
Укупни трошкови мисије процењени су на око 1,5 милијарди америчких долара.